# Woland

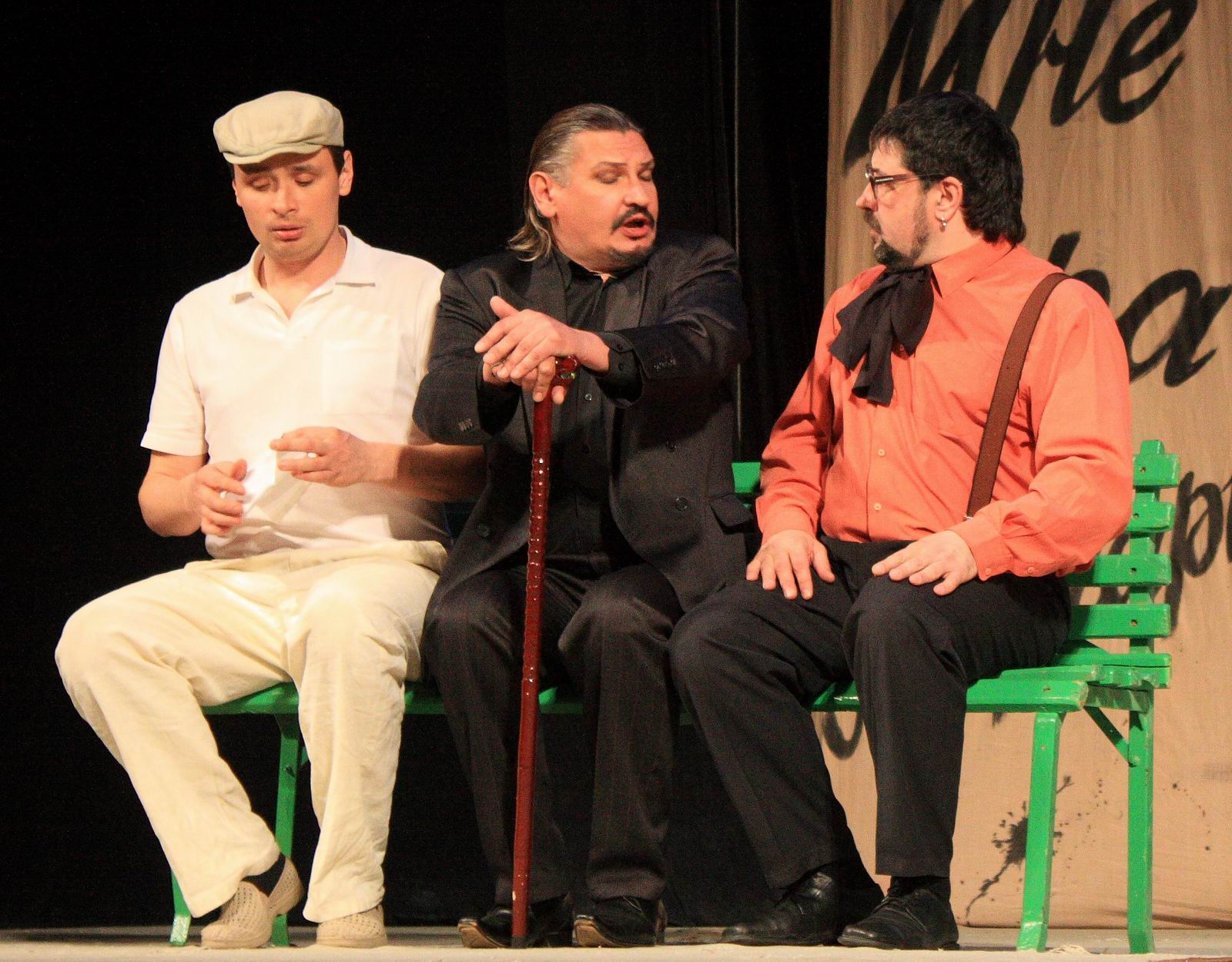
Woland (au centre) dans la scène initiale : la rencontre avec Biezdomny (à gauche) et le critique littéraire Berlioz (à droite).

Woland ou Voland (en russe : Воланд) est un personnage de fiction qui apparaît dans le roman Le Maître et Marguerite de l'écrivain soviétique Mikhaïl Boulgakov.

## Origines
Woland est un démon qui apparaît, une seule fois, dans la pièce de théâtre Faust. Une tragédie de Goethe. Ce lien est d'autant plus explicite que l'épigraphe du Maître et Marguerite est une citation de cette tragédie. Cependant, Woland est rarement appelé par ce nom. Ses compères l'appellent « messire ».
Cependant, ainsi que le relève Françoise Flamant dans sa « Notice », les origines de Woland et ses acolytes, ne sont pas limitées au seul Goethe ou même à Gounod, mais sont puisées à diverses sources littéraires, voire populaires. « Woland demeure avant tout un personnage de Boulgakov» ». Woland présente ainsi des caractéristiques inédites en démonologie, en particulier une curiosité certes méphistophélique, mais sans cynisme pour les choses humaines. Selon elle, « les pouvoirs de Woland seraient une image amplifiée des pouvoirs de l'écrivain. »

## Caractéristiques
Le personnage apparaît dès le premier chapitre du roman : « Ne parlez jamais avec des inconnus ». Woland est un mystérieux étranger, dont on ne sait s'il est allemand, anglais, français ou polonais, mais maîtrisant très bien le russe encore qu'avec un accent étrange, se disant professeur, expert en magie noire et historien. Il apparaît différemment à ceux qui l'observent : pour le premier, il est de petite taille, avec des dents en or, et boite de la jambe droite ; pour le deuxième, l'homme est d'une taille gigantesque, a des couronnes de platine et boite du pied gauche ; le troisième déclare laconiquement que l'homme n'a pas de caractère distinctif spécial.
Son passage à Moscou lance l'intrigue et met le monde à l'envers. Il commence par prétendre avoir pris le petit déjeuner avec Emmanuel Kant et prédit, de façon énigmatique, la mort accidentelle (« Vous aurez la tête coupée ! ») et imminente de Mikhaïl Alexandrovitch Berlioz, le président du Massolit : « Annouchka a déjà acheté son huile de tournesol ; je dirais même plus, elle l'a déjà répandue. De sorte que la séance n'aura pas lieu. »
Son cortège démoniaque, qui comprend des sorcières, des vampires et Béhémot, un chat gigantesque doué de parole, son rôle dans l'intrigue et le fait que Woland est employé comme un synonyme de Satan dans l'ancien allemand donnent à penser qu'il est en fait le Diable. Des analyses controversées ont pourtant voulu voir en lui Paul de Tarse ou le Christ de la Parousie.

## Adaptations
- Veniamine Smekhov a joué ce personnage dans une mise en scène théâtrale à Moscou.
- Dans l'adaptation italo-yougoslave de 1972, Il maestro e Margherita, Woland est joué par l'acteur français Alain Cuny.
- Dans le film russe réalisée par Iouri Kara de 1994, Woland est joué par Valentin Gaft.
- Dans la mini-série russe réalisée par Vladimir Bortko de 2005, Woland est joué par Oleg Bassilachvili.